# محبوب تلوكدار
محبوب تلوكدار (13 فبراير 1942 - 24 أغسطس 2022) كان شاعرًا بنجلاديشيًا شهيرًا وكاتبًا للأحداث وموظفًا حكوميًا وأحد مفوضي الانتخابات في بنغلاديش. حصل على جائزة أكاديمية البنغال الأدبية في عام 2012 لمساهمته في أدب الأحداث. كان مناضلاً من أجل الحرية والتحق بحكومة المنفى عام 1971.

## النشأة
ولد في 13 فبراير 1942 في منطقة تيتروكونا التابعة للراج البريطاني آنذاك. أكمل شهادة الثانوية العامة من مدرسة ناوابور الثانوية الحكومية وشهادة الثانوية العليا من كلية دكا. حصل على شهادة التخرج وما بعد التخرج من جامعة دكا في اللغة البنغالية وآدابها.

## المسار المهني
بدأ تلوكدار حياته المهنية كمدرس في جامعة شيتاغونغ حيث قام بتدريس اللغة البنغالية وآدابها من عام 1968 إلى عام 1970. في عام 1971 شارك في حرب تحرير بنغلاديش، وعمل في وزارة الإعلام في ظل الحكومة المؤقتة لبنغلاديش. في وقت لاحق عمل في بنغابهابان في مناصب مختلفة لمدة خمس سنوات.
في 24 يناير 1972 تم تعيينه ضابطًا خاصًا للرئيس أبو سعيد شودري. ثم عمل مسؤول العلاقات العامة لدى الرئيس محمد محمد الله. كان مساعد السكرتير الصحفي وكاتب الخطابات في عهد الشيخ مجيب الرحمن. كما شغل منصب المدير العام لأكاديمية شيلباكالا. تقاعد من الخدمة الحكومية عام 1999.
في 15 فبراير 2017 تم تعيين محبوب كعضو في لجنة الانتخابات في بنغلاديش من قبل رئيس بنغلاديش عبد الحميد. تألفت اللجنة من خمسة أعضاء برئاسة الشيخ نور الهدى.

## الحياة الشخصية
كان تلوكدار متزوجًا من نيلوفارا بيجوم، ورُزقا بابنتين وابن.